# كيري إس. والترز
كيري إس. والترز (بالإنجليزية: Kerry S. Walters)‏ هو فيلسوف أمريكي، ولد في 1954.